# テンビー
テンビー (Tenby) とはイギリス生まれの競走馬、種牡馬である。種牡馬としてはアイルランドと日本で活動した。

## 経歴
競走馬としてのデビューは1992年（2歳）で、デビュー戦で初勝利を挙げ、そこから3連勝。グランクリテリウムに出走して勝利し、キャリア3戦目でG1初勝利を挙げた。1993年（3歳）にはダンテステークスを制し、この年のダービーステークスの大本命に推されたが、コマンダーインチーフに敗れて10着だった。以後G1を4戦するがエクリプスステークスで3着となったのが最高順位で勝利できずにこの年限りで競走馬を引退した。
1994年（4歳）よりアイルランドで種牡馬入りし、1996年の繁殖シーズン後に日本に輸入され優駿スタリオンステーションで繋養されることになり、1997年より供用された。その後重賞馬を輩出したが、全体的に産駒成績が低調で2006年の繁殖シーズン後にふたたびアイルランドへ輸出された。しかし輸出後の2007年にもクラシック戦線で好走したサンツェッペリンが現れている。母の父としては2009年に高松宮記念を制したローレルゲレイロを輩出している。

## 主な産駒
- 1998年産
  - テンビーエース（2003年東京オータムジャンプ）
  - フジノテンビー（2000年デイリー杯3歳ステークス）
- 2002年産
  - グローバルリーダー（2005年ロジータ記念）
- 2004年産
  - サンツェッペリン（2007年京成杯、皐月賞2着）

### 母の父としての主な産駒
- ローレルゲレイロ（父キングヘイロー）：高松宮記念、スプリンターズステークス、東京新聞杯、阪急杯
- ラインシュナイダー（父ヴァーミリアン）：サマーチャンピオン

## 血統表
| テンビーの血統（ニジンスキー系 / Princequillo 4×5=9.38%） | テンビーの血統（ニジンスキー系 / Princequillo 4×5=9.38%） | テンビーの血統（ニジンスキー系 / Princequillo 4×5=9.38%） | （血統表の出典）    | （血統表の出典） |
| 父 Caerleon 1980 鹿毛                                     | 父の父Nijinsky II 1967 鹿毛                               | Northern Dancer                                           | Nearctic            | Nearctic         |
| 父 Caerleon 1980 鹿毛                                     | 父の父Nijinsky II 1967 鹿毛                               | Northern Dancer                                           | Natalma             |                  |
| 父 Caerleon 1980 鹿毛                                     | 父の父Nijinsky II 1967 鹿毛                               | Flaming Page                                              | Bull Page           | Bull Page        |
| 父 Caerleon 1980 鹿毛                                     | 父の父Nijinsky II 1967 鹿毛                               | Flaming Page                                              | Flaring Top         |                  |
| 父 Caerleon 1980 鹿毛                                     | 父の母Foreseer 1969 黒鹿毛                                | Round Table                                               | Princequillo        | Princequillo     |
| 父 Caerleon 1980 鹿毛                                     | 父の母Foreseer 1969 黒鹿毛                                | Round Table                                               | Knight's Daughter   |                  |
| 父 Caerleon 1980 鹿毛                                     | 父の母Foreseer 1969 黒鹿毛                                | Regal Gleam                                               | Hail to Reason      | Hail to Reason   |
| 父 Caerleon 1980 鹿毛                                     | 父の母Foreseer 1969 黒鹿毛                                | Regal Gleam                                               | Miz Carol           |                  |
| 母 Shining Water 1984 鹿毛                                | 母の父Kalaglow 1978 芦毛                                  | Kalamoun                                                  | *ゼダーン           | *ゼダーン        |
| 母 Shining Water 1984 鹿毛                                | 母の父Kalaglow 1978 芦毛                                  | Kalamoun                                                  | Khairunissa         |                  |
| 母 Shining Water 1984 鹿毛                                | 母の父Kalaglow 1978 芦毛                                  | Rossitor                                                  | Pall Mall           | Pall Mall        |
| 母 Shining Water 1984 鹿毛                                | 母の父Kalaglow 1978 芦毛                                  | Rossitor                                                  | Sonia               |                  |
| 母 Shining Water 1984 鹿毛                                | 母の母Idle Waters 1975                                    | Mill Reef                                                 | Never Bend          | Never Bend       |
| 母 Shining Water 1984 鹿毛                                | 母の母Idle Waters 1975                                    | Mill Reef                                                 | Millan Mill         |                  |
| 母 Shining Water 1984 鹿毛                                | 母の母Idle Waters 1975                                    | Midsummertime                                             | Midsummernight      | Midsummernight   |
| 母 Shining Water 1984 鹿毛                                | 母の母Idle Waters 1975                                    | Midsummertime                                             | Life Time F-No.14-c |                  |